# 共和国広場 (ベオグラード)

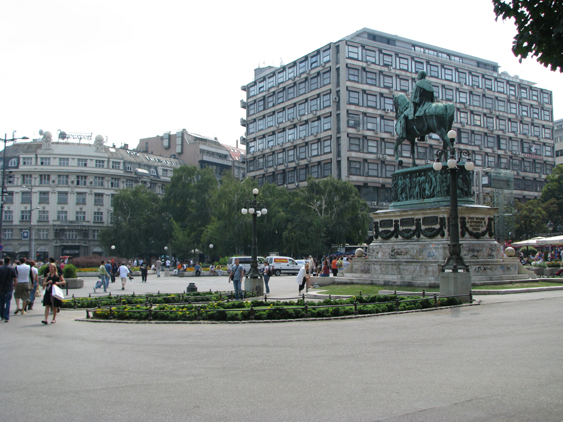
共和国広場

共和国広場（きょうわこくひろば、セルビア語:Трг Републике / Trg Republike）は、セルビア共和国の首都であるベオグラード中心部の広場であり、その周辺一帯の地区を指す呼称でもある。ベオグラードのうちでスタリ・グラード区に位置している。セルビア国立博物館やベオグラード国立劇場、ミハイロ・オブレノヴィッチ3世の像をはじめとする、ベオグラードを象徴する構造物が見られる。

## 位置
共和国広場は、ベオグラードの中心とされるテラジイェ広場（Terazije）から100メートルも離れておらず、両者はコラルチェヴァ通り（Kolarčeva）とクネズ・ミハイロヴァ通り（Knez Mihailova）で結ばれている。誤って共和国広場がベオグラードの中心と思い込む人も少なくない。西には、ヴァシナ通り（Vasina）によって要塞跡で公園となっているカレメグダンと結ばれ、東にはスレムスカ通り（Sremska）を経てゼレニ・ヴェナツ（Zeleni Venac）地区やノヴィ・ベオグラード区へと繋がっている。共和国広場の北はスタリ・グラード区とドルチョ区の境界となっている。広場を中心とした街が形成されており、この地区には2002年の時点で2,360人が居住している。

## 歴史

### 起こり

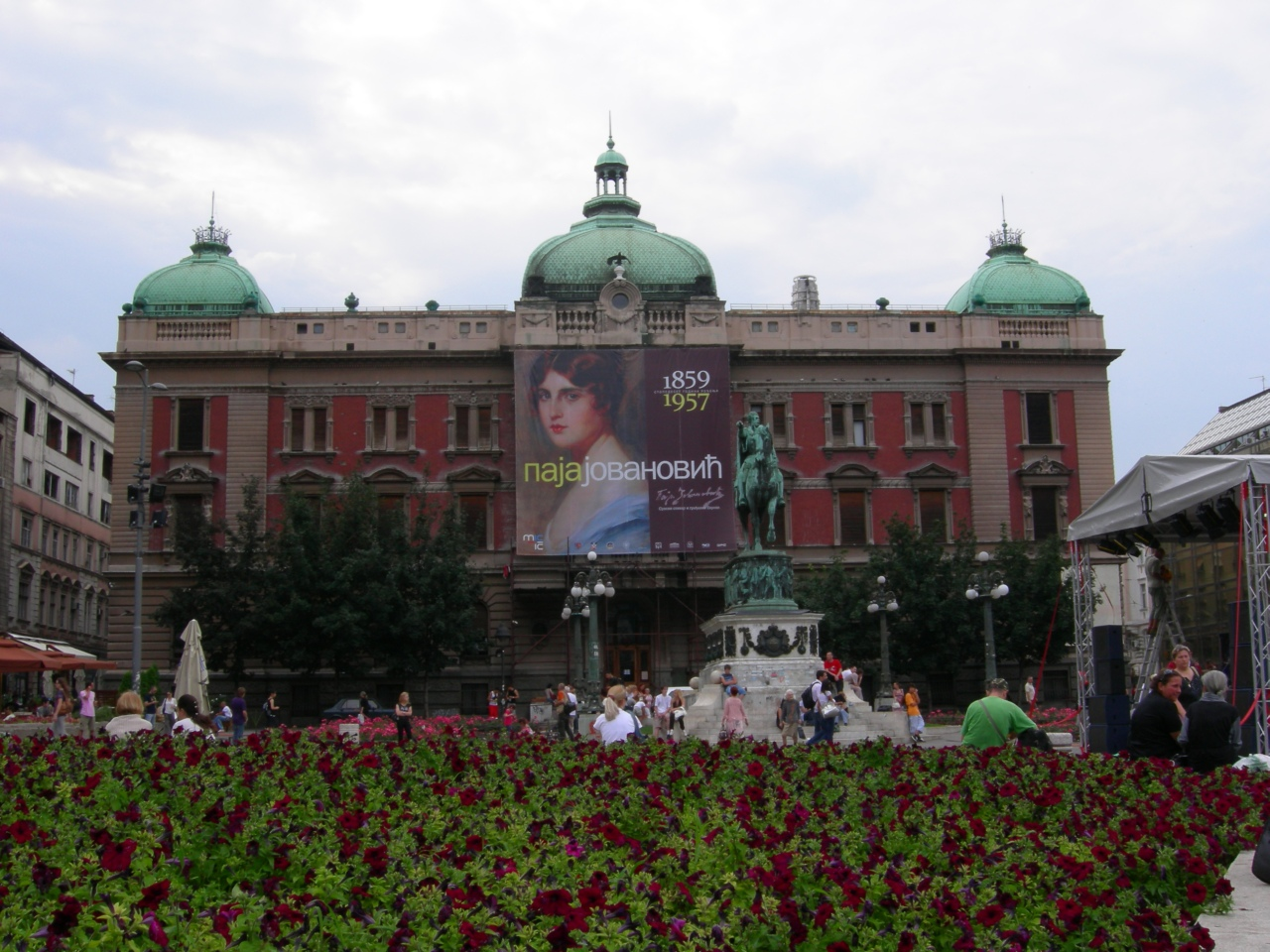
ベオグラード国立劇場

1866年にスタンボル門が取り壊されたことで、この広場の歴史は始まった。1869年にはベオグラード国立劇場が造られる。門は18世紀初頭にオーストリア人によって建てられたもので、現在のベオグラード国立劇場とミハイロ像の間のところにあった。ベオグラードが堀で囲まれていた当時、この門は街を取り巻く門の中で最大であり、最も美しいと言われた。スタンボルとはイスタンブールを意味しており、この門から続く路はイスタンブール（コンスタンティノープル）へと続いていた。オスマン帝国統治下の時代、この門の前では非ムスリムの従属民（ラーヤ）に対する串刺し刑が行われており、当時の人々の間では門にたいしてそのイメージが残っていた。また、1806年の第一次セルビア人蜂起のベオグラード攻撃のさなか、オスマン帝国に対する反乱の指導者の一人、ヴァサ・チャラピッチ（Vasa Čarapić）が致命傷を負った場所でもあった。この悲劇を記念し、広場近くの通りと、付近のモニュメントにはチャラピッチの名が付けられている。
セルビアの自治が始まり、スタンボル門が取り壊されると、その跡地は長らく使われないままであった。その中にあって国立劇場は当時からずっと立ち続けている唯一の存在であり、1945年の共産主義体制発足まで広場はポゾリシュニ（Pozorišni、劇場）広場と呼ばれていた。しかし、1882年にミハイロ・オブレノヴィッチ3世の像が建つと、その後急速に多くの建物が立ち並ぶようになっていった。現在は国立博物館となっている場所には、平屋建ての長屋が建ち、著名なダルダネリ・レストラン（Dardaneli）もそこに入居していた。当時、この場所は芸術家たちの交流の場となっていた。1903年に長屋は取り壊され、財務省庁舎への出入りのための道路となった。この庁舎が今日の国立博物館である。国立劇場の隣の小さな公園には、イリヤ・ミロサヴリェヴィッチ＝コララツ（Ilija Milosavljević-Kolarac）が経営するコララツ・レストラン（Kolarac）と映画館があった。現在はヤドラン（Jadran）映画館となっているリウニオネ宮殿（Riunione）は、1930年に建造された。現在プレス・ハウスとなっている場所には、第二次世界大戦前まで多くの店が入った長屋がたっていた。

### 第二次世界大戦とそれ以降

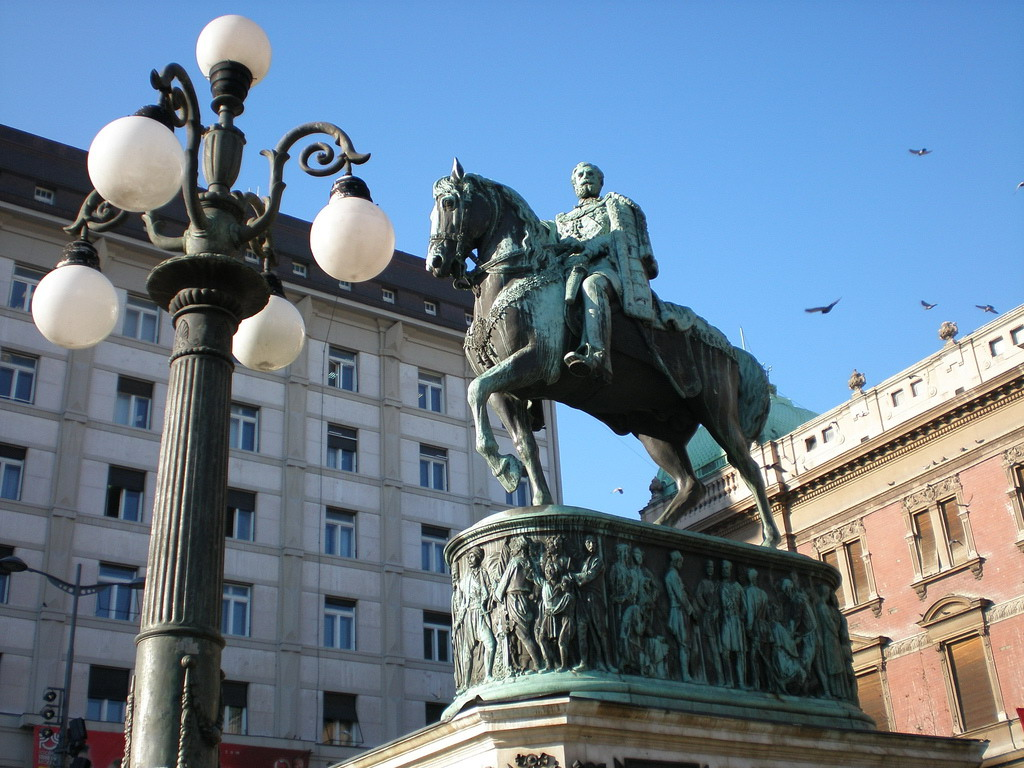
ミハイロ・オブレノヴィッチ公の像

1941年4月6日のドイツによる空爆によって、建物のほとんどは破壊された。第二次世界大戦後には路面電車の線路は取り払われた（それまで、この場所は路面電車の終着点であった）。その後しばらくの間、この広場には1944年のベオグラード解放の戦いで死んだ赤軍兵士のためのモニュメントが置かれた。その後、この広場で最大の建物となるプレス・ハウスが建てられた。プレス・ハウスには、レストランと国際プレス・センターが入る。

### オペラ騒動
国立劇場のちょうど向かいにある、現在のゾラン・ジンジッチ博士広場のある一帯は、かつて将来はオペラ座となるとされていた。しかし、2000年代にはいって政府が、1989年に建てられたショッピング・モール「スタクレナツ」を「役目を終えた」として取り壊し、画廊を建造することに決めたため、論争を呼ぶこととなった。計画では、オペラ座は、ノヴィ・ベオグラード区・ウシュチェ（Ušće）地区の、居住者のいない湿地に建造するとされた。一般大衆やオペラのメンバーたち、それに著名な建築家やその他の芸術家たちの反対にもかかわらず、ベオグラード市政府や市の建築家・ジョルジェ・ボビッチは、オペラ座がこの場所に造られないのは既に決定済みだとした。

### 抗議運動
1991年3月9日に初めて反スロボダン・ミロシェヴィッチの抗議集会が開かれて以降、1996年から1997年にかけての学生の抗議集会、2000年10月の民主化を求める集会など、共和国広場は市民による抗議運動の中心となってきた。このため、セルビア再生運動党首のヴク・ドラシュコヴィッチ（Vuk Drašković）は、広場の名前を「スロボデ広場（Trg Slobode、自由広場）」に改名するよう求めてきた。セルビア再生運動がベオグラード市政府の与党となっていた1997年から2000年の間もこの主張は続いていたが、実現には至っていない。

## 特徴

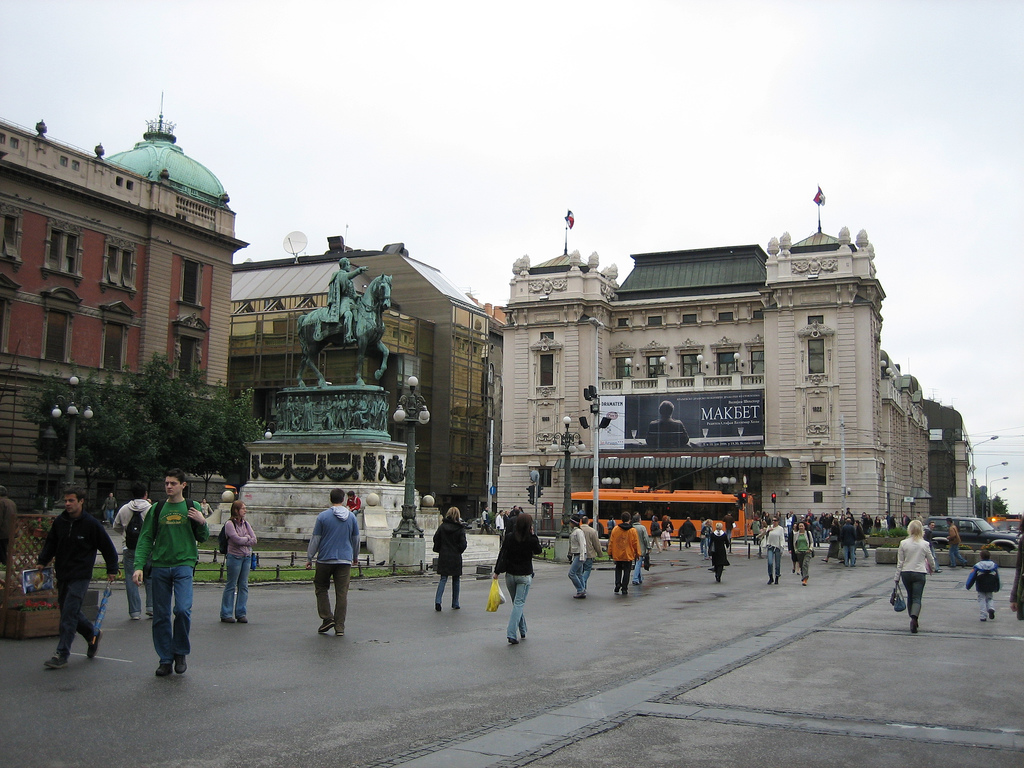
ベオグラード国立劇場

共和国広場は、ベオグラードでもっともにぎやかな場所のひとつであり、街のビジネス地区の中心の一角を担っている。また、ベオグラードの主要な交通網が交わる交通の要衝であり、汚染ももっとも激しい。20を超えるバスやトロリーバスの路線がここを通っている。
広場の一角からは、クネズ・ミハイロヴァ通りが伸びている。クネズ・ミハイロヴァ通りは歩行者天国となっており、ベオグラードの商業地区の中心をなしている。反対側には、1989年に造られた、ベオグラードで初の現代的なガラスと鉄の建築によるショッピング・モール「スタクレナツ（Staklenac、ガラスの）」がある。この建物は、1989年の第9回非同盟諸国首脳会議のために造られたものであった。スタクレナツの前の小さな空き地は、2003年に暗殺された当時の首相・ゾラン・ジンジッチの名をとって、「ゾラン・ジンジッチ博士広場」と名付けられている。

### ミハイロ公の像
馬にのったミハイロ・オブレノヴィッチ3世の像は、イタリアの彫刻家・エンリコ・パッツィ（Enrico Pazzi）によるもので、セルビアからのトルコ人の完全追放と1867年までオスマン帝国の支配下にあったセルビアの7つの都市の解放を成し遂げたミハイロ公をたたえて建てられたものである。ミハイロ公によって解放された都市の名前が、像の台座の板に彫り込まれており、ミハイロ公はイスタンブールを指差し、トルコ人に去るよう命じていると言われている。しかし、ミハイロ公の指はイスタンブールのある南東ではなく北東の方を向いている。しかし、長い年月を経てミハイロ公の業績を称えるという像の役目はあまり意識されなくなっており、単に「乗馬像」（kod konja）などと呼ばれるようになっている。像のすぐそばのレストランの名前さえも、単に「乗馬像」というものである。

### 時計
2000年、デルタ・ホールディング（Delta Holding）の出資によって、ミレニアム・クロックと名付けられた現代的な時計が取り付けられた。時計は高所に取り付けられ、現在の天気も表示されている。2つの大きなデジタル式の時計が、比較的人通りの少ない（チカ・リュビナおよびコラルチェヴァ通り方面）ほうを向き、2つの小さなアナログ式の時計が人通りの多い（クネズ・ミハイロヴァ通りおよび国立劇場）ほうを向いている。時計と台はクロムメッキされた鉄とガラスでできており、石造りによる周囲の建物との対比をなしている。